# Kiến vườn đen

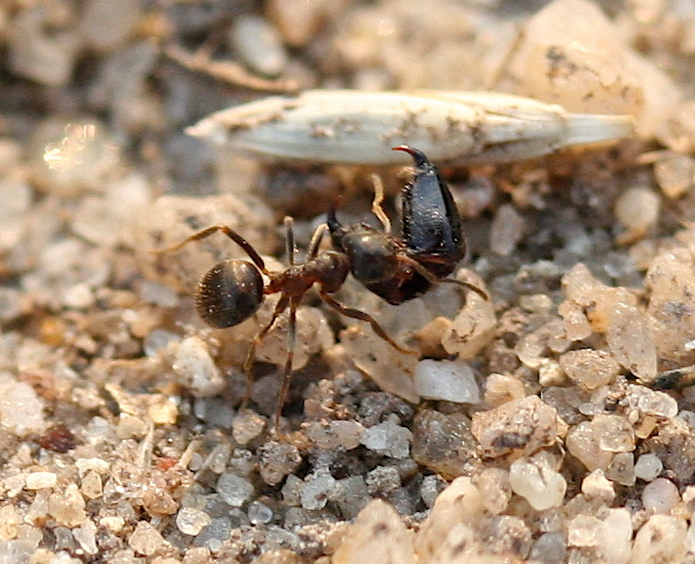
Kiến vườn đen với một con nhện nằm ở hàm dưới

Kiến vườn đen (Lasius niger), còn được gọi là kiến đen thông thường, là một loài kiến formicinae, loài thuộc chi phụ Lasius, được tìm thấy trên khắp châu Âu và ở một số vùng của Bắc Mỹ, Nam Mỹ, châu Á và Úc. Các loại kiến tại châu Âu được chia thành hai loài; L. niger, được tìm thấy trong các khu vực ngoài trời và L. platythorax, được tìm thấy ở môi trường trong rừng. Nó là một loài đơn nhất (monogynous), có nghĩa là các đàn kiến chỉ chứa một kiến chúa duy nhất.
Các đàn Lasius niger có thể đạt kích cỡ lên tới khoảng 40.000 kiến thợ trong những trường hợp hiếm và thông thường là 4.000–7.000. Một con kiến chúa Lasius niger có thể sống tới 15 năm và có tuyên bố rằng một số chúng đã sống được 30 năm. Kiến chúa Lasius niger trong giai đoạn đầu thành lập tổ có thể ở cùng hai đến ba kiến chúa khác. Chúng chỉ sẽ sống chung với nhau cho đến khi những kiến thợ đầu tiên đến, sau đó thì rất có thể chúng sẽ chiến đấu với nhau cho đến khi một kiến chúa duy nhất còn lại. Trong một số trường hợp nhất định, có thể có nhiều kiến chúa trong một lãnh thổ nếu chúng đánh hơi gần nhau và cuối cùng một đường hầm giữa các hang của chúng kết nối với nhau. Trong điều kiện phòng thí nghiệm, kiến thợ có thể sống ít nhất 4 năm.
Lasius niger là vật chủ của một số ký sinh trùng tạm thời của nhóm Lasius mixtus bao gồm Lasius mixtus và Lasius umbratus.

## Miêu tả

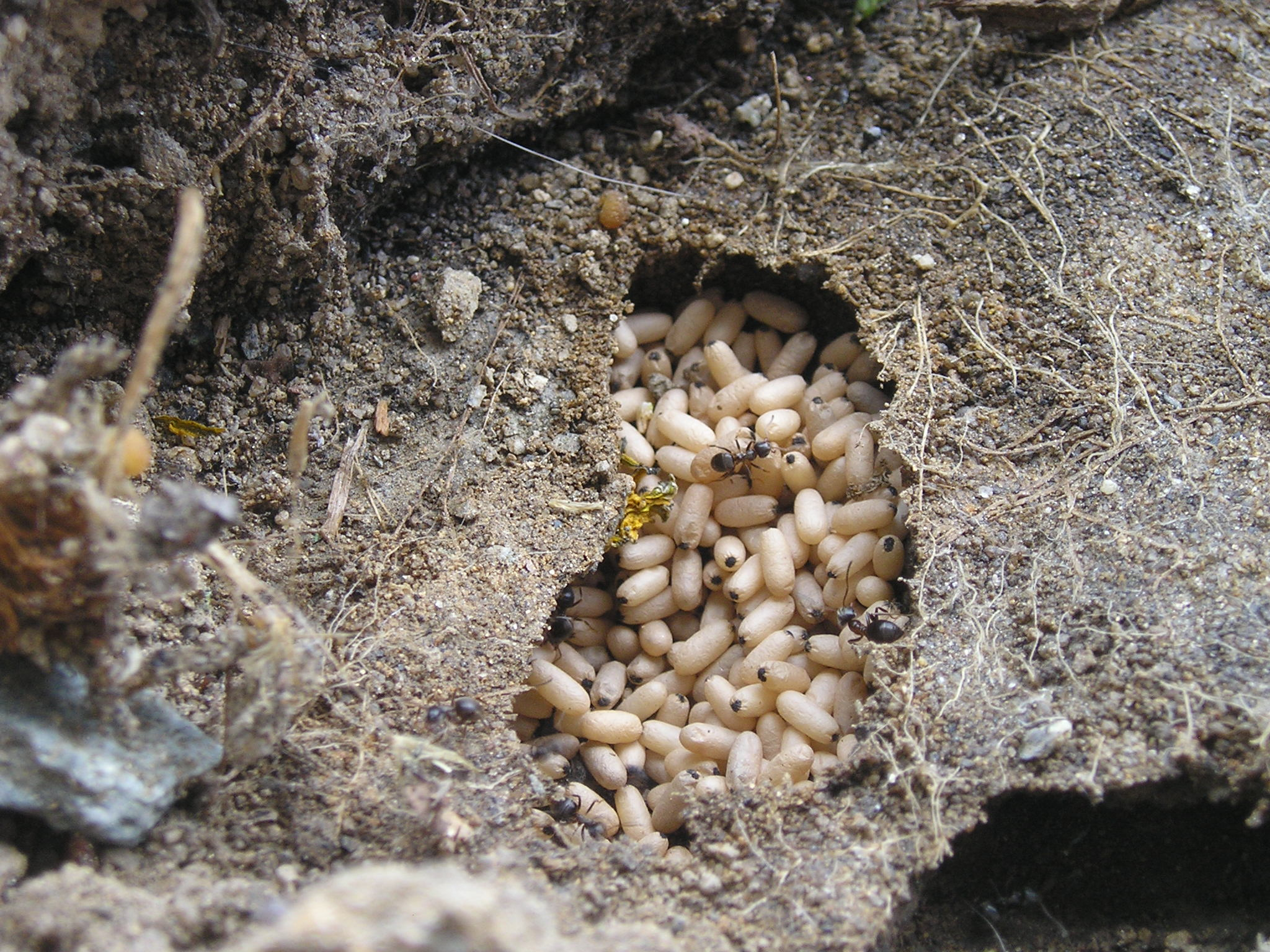
Một tổ kiến Lasius niger

| Cấp bậc             | Miêu tả |
| ------------------- | --- |
| Kiểu hình kiến chúa | Dài 9 mm, màu đen bóng, có những sọc màu nâu nhẹ trên bụng. Kiến chúa có thể đạt đến chiều dài 6-9mm và nhỏ hơn đối với kiến chúa mới. Sau khi một kiến chúa giao phối, nó ấy loại bỏ đôi cánh và tiêu hóa cơ bắp cánh của mình như thức ăn trong mùa đông.                                                            |
| Kiểu hình kiến đực  | Dài 3.5–4.5 mm, thon, màu đen. Chỉ được sinh sản bởi các kiến chúa khi gần đến kỳ bay giao phối. Chúng xuất hiện với một cơ thể bóng tối với hình dạng khác với kiến thợ, gần giống như một con con ong bắp cày. Chúng có cơ cánh nổi bật so với phần còn lại của cơ thể. Chúng dài từ 5–7mm và có đôi cánh mỏng manh. |
| Kiểu hình kiến thợ  | Dài 3–5 mm, kiến thợ có màu đen bóng. Khi tổ kiến già đi, người ta đã biết rằng kiến thợ tăng kích thước qua các thế hệ. |
| Kiểu hình chính     | Lasius niger không tạo ra một đẳng cấp lớn. |
| Tổ xây dựng         | Tổ dưới lòng đất, thường nằm dưới đá, nhưng cũng có trong gỗ mục và dưới các chùm rễ cây. |
| Dinh dưỡng          | Mật hoa, các loài côn trùng nhỏ như ấu trùng bướm đêm, trái cây, rệp, gián, bọ cánh cứng. |

## Tập tính
Những con kiến này được coi là một mối phiền toái và chúng thường đi nhặt vụn vặt trong nhà bếp, rác thải và cả phân chó, do đó có khả năng lây lan các bệnh như salmonella. Biện pháp kiểm soát hiệu quả nhất là truy tìm ổ kiến và xử lý nó.

### Tập tính ăn uống
Thức ăn của chúng có thể là bất cứ thứ gì, đặc biệt là đồ ăn ngọt. Những con rệp 'sữa' (stroke) cho mật của chúng. Khi một con kiến tìm thấy thức ăn, nó để lại một vệt mùi (pheromone) dẫn đến tổ của nó để những kiến thợ khác dõi theo.